# شهرستان وووداوا
شهرستان وووداوا (به لهستانی: Powiat Włodawa) یک شهرستان در لهستان است که در استان لوبلین واقع شده‌است. شهرستان وووداوا ۱٬۲۵۶٫۲۷ کیلومتر مربع مساحت و ۴۰٬۰۵۲ نفر جمعیت دارد.